# Francisco Benante
Francisco Benante (6 de Setembro de 1954) é um advogado e político da Guiné-Bissau . Foi Presidente do Partido Africano para a Independência da Guiné e Cabo Verde (PAIGC) de 1999 a 2002 e Presidente da Assembleia Nacional Popular da Guiné-Bissau de 2004 a 2008.

## Vida e carreira
Benante é advogado de profissão.  No governo de unidade nacional formado no meio da Guerra Civil da Guiné-Bissau , Benante foi eleito Ministro da Defesa pela junta em Janeiro de 1999.  Ele era o único membro civil da junta.  Após a destituição do Presidente Nino Vieira (que também foi Presidente do PAIGC) em maio de 1999, Benante, como líder dos reformistas no PAIGC,  foi eleito Presidente do PAIGC em 9 de setembro de 1999, no final de um congresso do partido.  A candidatura de Benante foi apoiada pela junta, e ele recebeu 174 votos contra 133 votos para o único candidato oposto. 
Após uma suposta tentativa de golpe contra o presidente Kumba Yala em 2 de dezembro de 2001, Benante disse que os soldados revistaram sua casa sem motivo em 3 de dezembro.  A oposição questionou a existência desta tentativa de golpe, e Benante exigiu que fossem apresentadas provas concretas.  Carlos Gomes Júnior foi eleito para substituir Benante como presidente do PAIGC em um congresso do partido em janeiro-fevereiro de 2002. 
Nas eleições legislativas de março de 2004 , Benante foi eleito para a Assembleia Nacional do Povo. Foi então candidato ao cargo de Presidente da Assembleia Nacional Popular e foi aprovado numa votação realizada pelo Comité Central do PAIGC em Abril de 2004; obteve 106 votos contra 71 votos para o Primeiro Vice-Presidente do PAIGC, Aristides Gomes, e 63 para o diretor de campanha do PAIGC, Soares Sambu . 
Antes das eleições legislativas de novembro de 2008 , Benante exortou o Presidente Vieira a não dissolver a Assembleia Nacional Popular ou nomear um novo governo em discussão em 4 de agosto de 2008, citando a proximidade da eleição.  Na eleição, Benante foi reeleito para a Assembleia Nacional do Povo como candidato do PAIGC no 21º círculo eleitoral, Cacheu e São Domingos. Após a eleição, em reunião do Comité Central do PAIGC a 6 de Dezembro de 2008,  Segundo Vice-Presidente do PAIGC, Raimundo Pereira, foi eleito candidato do partido ao cargo de Presidente da Assembleia Popular Nacional,  derrotando Benante e Hélder Proença. Benante criticou o resultado, argumentando que o método de votação usado pelo Comitê Central era ilegal.  Pereira foi oficialmente eleito Presidente da Assembleia Popular Nacional quando os deputados recém-eleitos se reuniram no final do mês, sucedendo Benante. 